# Gort
Gort (Gort Inse Guaire en irlandais) est une ville du comté de Galway en république d'Irlande sur la route entre Ennis et Galway. La ville est connue pour avoir une concentration inhabituelle d'habitants d'origine brésilienne.
La ville de Gort compte 2 734 habitants.